# هواپیماها، قطارها و اتومبیل‌ها
هواپیماها، قطارها و اتوموبیل‌ها (انگلیسی: Planes, Trains and Automobiles) فیلمی در ژانر زوج هنری و کمدی به کارگردانی جان هیوز است که در سال ۱۹۸۷ منتشر شد.

## بازیگران
- استیو مارتین
- جون کندی
- لیلا روبینز
- مایکل مک‌کین
- کوین بیکن
- دیلن بیکر
- لری هانکین
- ریچارد هرد
- متیو لارنس
- ادی مک‌کلرگ
- بیل اروین
- بن استاین
- لیمن وارد
- مارتین فررو
- تروی اوانز
- ویلیام ویندام
- اولیویا بارنت
- دایانا داگلاس
- جری راین